# Реактор на расплавах солей

Схема реактора на расплаве солей.

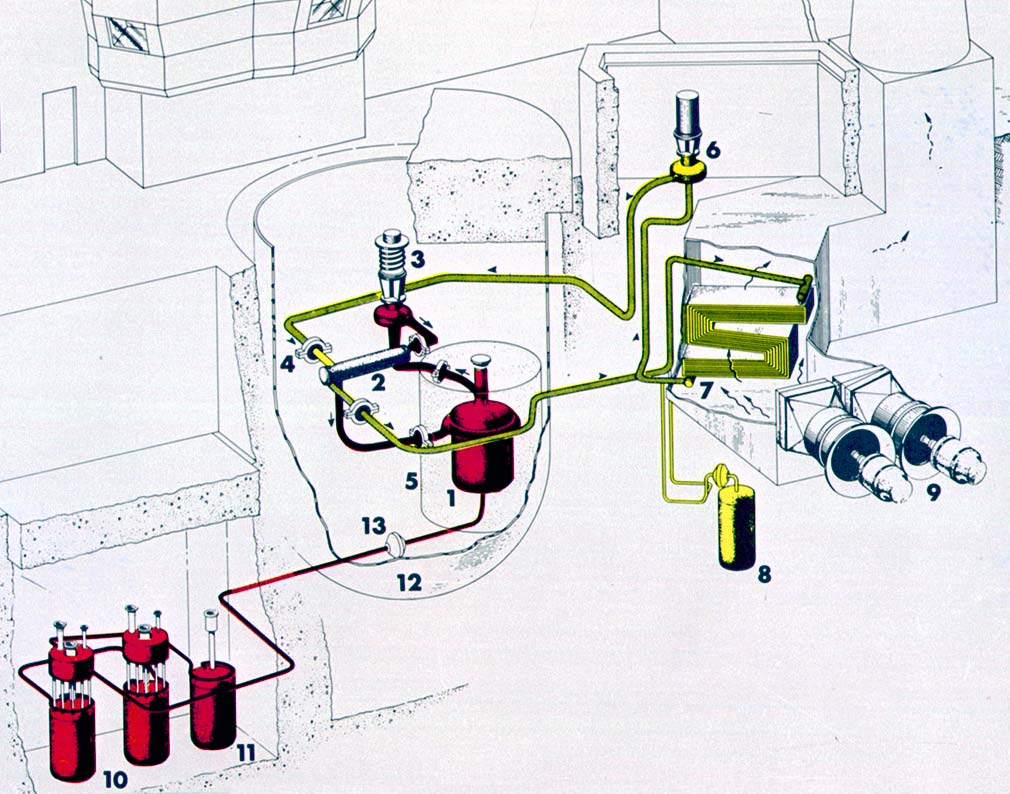

Реа́ктор на распла́вах соле́й (жидкосолевой реактор, ЖСР, MSR) — является одним из видов ядерных реакторов деления, в которых основой охлаждающей жидкости является смесь расплавленных солей, которая может работать при высоких температурах (термодинамическая эффективность реактора прямо пропорциональна рабочей температуре), оставаясь при этом при низком давлении. Это уменьшает механические напряжения и повышает безопасность и долговечность.
В некоторых вариантах ядерное топливо тоже жидкое, и является теплоносителем, что упрощает конструкцию реактора, уравнивает выгорание топлива, а также позволяет заменять горючее, не останавливая реактор.
В качестве солей обычно предлагаются фториды актинидов (в зависимости от типа реактора и топлива это торий, уран, плутоний и другие актиниды).
Возможность при работе на мощности подпитки свежим топливом, гомогенизации активной зоны, удаления продуктов деления (особенно, газообразных) делает ЖСР прекрасным реактором-размножителем (реактором-бридером) и дожигателем долгоживущих отходов (особенно, актинидов).
Существуют также проекты подкритичных ядерных реакторов на расплавах солей, в этом случае расплав солей может служить также мишенью для ускорителя-драйвера, что решает проблему со стойкостью мишени и равномерностью её выгорания.

## Общая информация
Поскольку запасы урана ограничены, ядерную энергетику будущего связывают так или иначе с реакторами-размножителями и использованием в качестве топлива урана-238 (99,3 % природного урана) и тория-232 (доступные запасы примерно втрое превышают запасы урана-238).
Преимущества ЖСР становятся особенно заметными при использовании их в качестве наработчиков топлива — это возможно как на тепловых нейтронах (с торий-урановым топливом и наработкой урана-233 из тория-232), так и на быстрых (с уран-плутониевым топливом и наработкой плутония-239 из урана-238). В этом случае становится возможным добавлять в реактор лишь исходный материал (природный уран или природный торий) и извлекать осколки. В обычном реакторе с твёрдым топливом для этого приходится извлекать отработанное топливо и отправлять его на дорогостоящую переработку чтобы отделить наработанное топливо от осколков деления. Это особенно важно для ториевых реакторов, потому что при облучении тория-232 образуется в том числе уран-232. Ряд распада урана-232 содержит очень неприятные гамма-активные изотопы, чрезвычайно усложняющие всякое обращение с топливом.
В качестве солей часто предлагается использовать фториды или хлориды, в частности, в качестве буфера — FLiBe, раствор фторида лития и фторида бериллия. Как правило, это соли с относительно низкой температурой плавления — 400—700 °C.
ЖСР часто позиционируются как реакторы с повышенной (естественной) безопасностью по нескольким причинам:
— топливо находится в жидком состоянии, поэтому легко обеспечить естественную безопасность от перегрева реактора: в этом случае твёрдая пробка в реакторе проплавляется, и топливо сливается в ловушку с заведомо подкритической геометрией и поглотителями нейтронов;
— постоянное удаление газообразных продуктов деления и постоянная подпитка свежим топливом дают возможность не ставить в реактор топливо с большим запасом реактивности, что снижает риски неуправляемого разгона реактора;
— низкое давление в корпусе реактора позволяет повысить безопасность (кроме того, позволяет обойтись без особопрочных конструкций под облучением, в сравнении, скажем с ВВЭР это выигрыш по экономике).
Относительно высокие температуры (следовательно, высокий КПД), простота и компактность оборудования активной зоны, возможность дозаправки на мощности, использования очень дешёвого топлива (топливо для других типов реакторов часто очень сложное и дорогое механического изделие) делает ЖСР очень привлекательным.
ЖСР как тип реактора включен в поисковую программу GEN4, сейчас сразу несколько инновационных фирм рекламируют свои разработки ЖСР как реактор будущего.
Тем не менее, этому типу реакторов присущи и недостатки. В первую очередь это касается очень сложной химии топлива и материалов корпуса, который должен выдерживать очень коррозионно-активную среду в условиях мощного ионизирующего излучения, в том числе — нейтронов. Первые опыты (MSRE в 1960-е) показали, что проблему нельзя недооценивать.
Несмотря на существующие предложения непрерывной подпитки топливом и/или извлечения из него осколков-поглотителей, на практике это ещё не было реализовано, и это несёт значительные технические риски при детальной проработке и реализации.
Существует серьёзная критика и самого подхода: многие считают, что удаление двух барьеров безопасности (оболочка таблетки и ТВЭЛа у ВВЭР против просто расплава топлива у ЖСР) повышает риски радиоактивных выбросов.
Наконец, критики указывают, что при нынешней стоимости урана реакторы-размножители не выгодны, а значит, ЖСР теряет значительную часть своих преимуществ.

## Достоинства
1. Низкое давление в корпусе реактора (1 атм) — позволяет использовать очень дешёвый корпус, при этом исключается целый класс аварий с разрывом корпуса и трубопроводов 1-го контура.
2. Высокие температуры 1-го контура — выше 700 °C, (а в реакторах сверхвысокой температуры выше 1400) и, как следствие, высокий термодинамический КПД (до 44 % для MSBR-1000), что позволяет использовать обычные турбины от тепловых электростанций.
3. Возможно организовать непрерывную замену горючего без остановки реактора — вывод продуктов деления из 1-го контура и его подпитку свежим топливом.
4. Меньший радиоактивный износ материалов конструкции, по сравнению с водо-водяными реакторами.
5. Высокая топливная эффективность.
6. Возможность построить реактор-размножитель или конвертер.
7. Возможность использования ториевых топливных циклов, что значительно расширяет и удешевляет топливный цикл.
8. Фториды металлов, в отличие от жидкого натрия, практически не взаимодействуют с водой и не горят, что исключает целый класс аварий, возможных для жидкометаллических реакторов с натриевым теплоносителем.
9. Возможность вывода ксенона (для исключения отравления реактора) простой продувкой теплоносителя гелием в ГЦН. Как следствие — возможность работать в режимах с постоянным изменением мощности.

## Недостатки
1. Необходимость организовывать переработку топлива на АЭС.
2. Более высокая коррозия от расплава солей.
3. Значительно большие (в 2—3 раза) по сравнению с водо-водяными реакторами выбросы трития, с которыми можно бороться подбором конструкционных материалов трубопроводов 1-го контура.
4. Отсутствие конструкционных материалов.
5. Более высокие дозовые затраты при проведении ремонта 1-го контура по сравнению с ВВЭР
6. Низкий коэффициент воспроизводства (КВ ~ 1,06 для MSBR-1000) по сравнению с жидкометаллическими реакторами с натриевым теплоносителем (КВ ~ 1,3 для БН-600, БН-800)

## Существующие проекты
Существующие проекты представляют собой гомогенные реакторы (в том числе, на быстрых нейтронах), работающие на смеси расплавов фторидов Li (лития), Be (бериллия), Zr (циркония), U (урана).

## Проекты жидкосолевых реакторов
- Aircraft Reactor Experiment[англ.] (ARE), 3 МВт, Окриджская Национальная Лаборатория (ORNL) США — построен 1954 г., работал 9 дней.
- Molten-Salt Reactor Experiment[англ.] (MSRE), 8 МВт, Окриджская Национальная Лаборатория (США) — уран-ториевый реактор-размножитель на тепловых нейтронах с графитовым замедлителем и отражателем, работал 25 000 часов в 1960-х годах.
- Molten-Salt Breeder Reactor (MSBR-1000), 1000 МВт, Окриджская Национальная Лаборатория (США) — уран-ториевый реактор-размножитель на тепловых нейтронах с графитовым замедлителем и отражателем, развитие MSRE. Проект коммерческого реактора. Экономическая эффективность примерно соответствует водо-водяным реакторам. Может работать как в режиме конвертера, так и реактора-размножителя.
- Denatured Molten-Salt Reactor (DMSR-1000, with once-through fueling), Окриджская Национальная Лаборатория. Проект не был осуществлён[1].
- На Горно-химическом комбинате по проекту НИКИЭТ имени Н. А. Доллежаля строится исследовательская установка, представляющая собой многоцелевой жидкосолевой реактор, призванный реализовать процесс трансмутации минорных актинидов [2].
- В конце 2019 года в «Росатоме» начали проектировать первый в России исследовательский жидкосолевой реактор (ИЖСР) для отработки технологии дожигания долгоживущих компонентов облученного топлива — минорных актинидов[3]. Реактор создается с целью демонстрации и отработки технологий полномасштабного жидкосолевого реактора ЖСР-С — сжигателя минорных актинидов[4]. Это часть стратегии «Росатома» по замыканию ядерного топливного цикла.
- Compact Molten Salt Reactor (CMSR): датский стартап Seaborg в апреле 2022 года заключил соглашение о партнёрстве с южнокорейским судостроительным гигантом Samsung Heavy Industries (SHI). Как поясняется в совместном пресс-релизе сторон, компании планируют развивать проекты плавучих энергоблоков на основе технологии компактных жидкосолевых реакторов[5].
- В Китае построили и в 2023 году запустили ЖСР ториевый реактор TMSR-LF1. Её тепловая мощность — 2 МВт[6].